# Джибаль

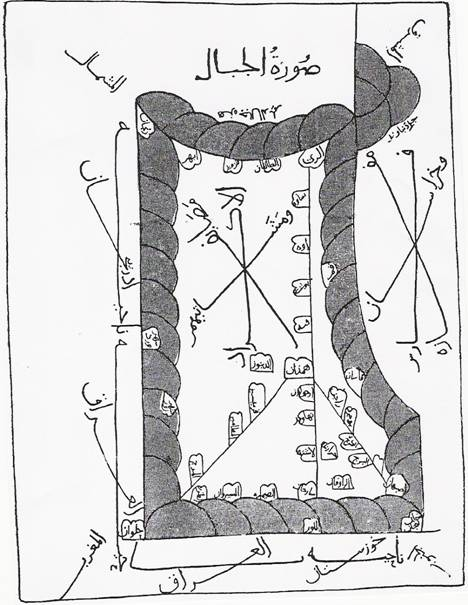
Карта Джибаля в «Книге картины Земли» Ибн Хаукаля.

Джиба́ль (араб. جبال‎ мн. ч. от جبل‎ — «гора») — название западной части Персии в ранний период распространения ислама. Примерно соответствует древней Мидии.
Джибаль получил своё название из-за гористой местности, которая охватывает центральную часть горной системы Загрос, включая регионы Курдистана и Лурестана между рекой Сефидруд и горами Эльбурс на севере и равнинами Хузестана на юге. Его западная граница проходит в том месте, где горная система Загрос встречается с Месопотамской низменностью, а его восточные границы находятся на окраине пустыни Деште-Кевир.
В ранний исламский период границы Джибаля были неопределёнными и нестабильными. Наиболее важными городами этого региона в то время были Динавар, Керманшах, Хамадан, Казвин, Исфахан и Рей. Город Рей был расположен на полпути между Ираком и Хорасаном, вдоль Хорасанской дороги, которая входила в Джибаль через древний город Хулван, расположенный на западной окраине региона.
Арабы вторглись в Джибаль сразу после завоевания Ирака, в последние годы правления халифа Умара ибн аль-Хаттаба и ранние годы Усмана ибн Аффана. Хамадан был завоёван в 639 или 641 году, и окончательно перешёл в руки арабов в 644—645 годах. Керманшах был завоёван после падения Хулвана в 640 году. В 642 году был захвачен Динавар, в том же году или позднее, в 644 году — Исфахан. Насчёт завоевания Рея приводятся различные даты в промежутке между 639 и 645 годами.
В начале XI века, в период правления Газневидов и Сельджукидов вместо старого названия региона стало использоваться новое — Ирак-и аджам («Ирак Персидский»). Сделано это было для того, чтобы отличать его от Ирака Арабского, то есть Месопотамии. Ныне и термин Ирак Персидский полностью вышел из употребления, но название города Эрак, также известного как Солтанабад, происходит от «Ирак-и аджам».